# Quercus (organização)

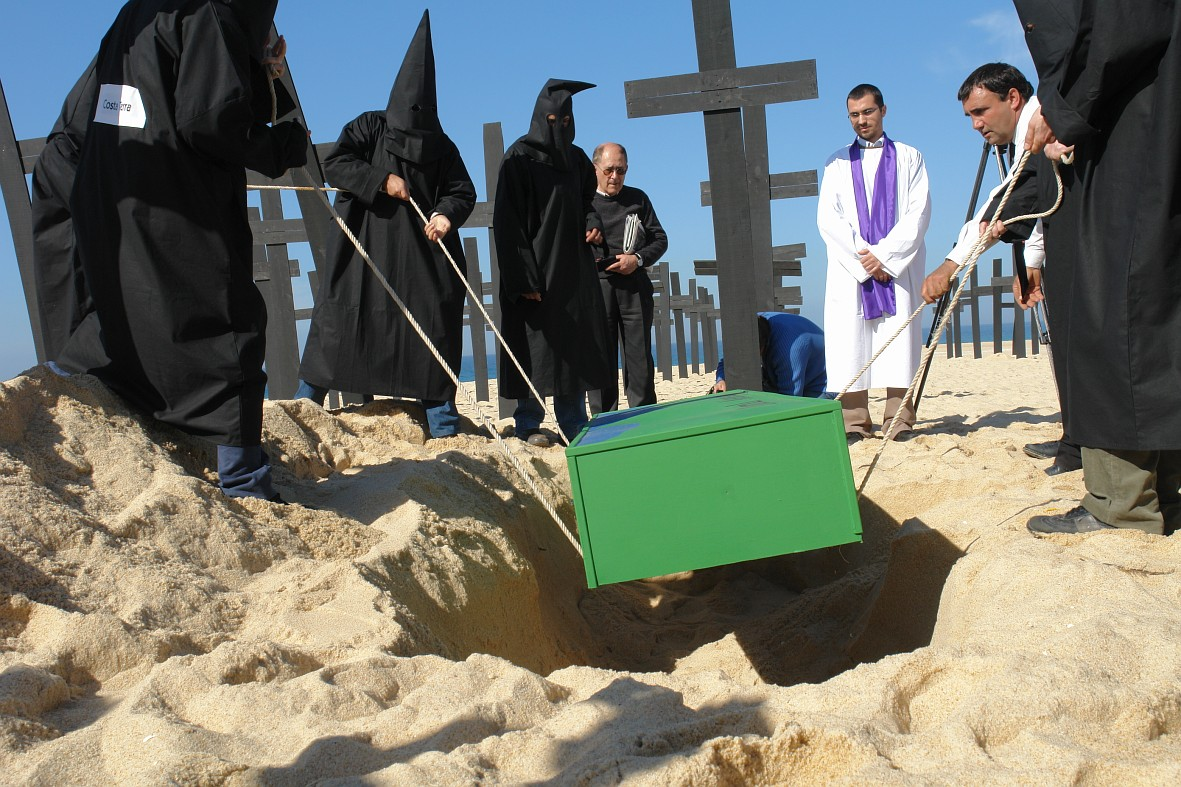
Protesto contra a construção de espaços turísticos nas zonas de reserva natural. Costa Alentejana, fevereiro de 2006

A Quercus – Associação Nacional de Conservação da Natureza MHIH é uma ONGA portuguesa fundada a 31 de outubro de 1985 na cidade de Braga.
É uma associação portuguesa que se afirma independente, apartidária, de âmbito nacional, sem fins lucrativos e constituída por cidadãos que se juntaram em torno do mesmo interesse pela conservação da Natureza e dos recursos naturais e pela defesa do Ambiente em  geral, numa perspectiva de desenvolvimento sustentado.
A associação designa-se Quercus por serem os carvalhos, as azinheiras e os sobreiros (espécies de um género cuja designação em latim é Quercus) as árvores características dos ecossistemas florestais mais evoluídos que cobriam o país e de que restam, atualmente, apenas relíquias muito degradadas.
Desde a sua fundação a associação defende a proteção da natureza e do ambiente. É uma organização descentralizada, com núcleos regionais em todo o país, incluindo as regiões autónomas dos Açores e da Madeira.
Em 1992, a Associação recebeu o Prémio Global 500 da Organização das Nações Unidas e a 10 de Junho o grau de Membro-Honorário da Ordem do Infante D. Henrique, atribuídas pelo Presidente da República, Dr. Mário Soares.
Alguns projetos da associação Quercus: Edifício Verde, Eco-Casa, Olimpíadas do Ambiente, Top Ten e Centro de Recuperação de Animais Selvagens.
A Quercus tem um espaço de um minuto, chamado Minuto Verde, no programa da RTP Bom Dia Portugal.

## História
A Quercus – Associação Nacional de Conservação da Natureza foi fundada formalmente em 31 de outubro de 1985. A sua criação resultou da iniciativa de um grupo de ativistas ligados a várias associações ambientalistas, que procuravam estabelecer uma entidade mais ativa na área da conservação da natureza em Portugal.
Inicialmente designada por Quercus – Grupo para a Recuperação da Floresta e Fauna Autóctones, a associação foi sediada em Braga e adotou como símbolo uma folha e uma bolota de carvalho-negral (Quercus pyrenaica), refletindo o foco na preservação das espécies autóctones e dos ecossistemas nativos.
Em 1985, a associação iniciou a publicação do jornal Quercus, centrado no estudo e na proteção da natureza, consolidando-se como um dos seus principais meios de divulgação e intervenção. Nesse mesmo ano, a Quercus intensificou a sua atividade, colaborando com organizações como o GEPFA – Grupo para o Estudo e Proteção da Flora e Fauna do Alto Alentejo, com sede em Portalegre, e com o Centro Ecológico de Lisboa. Participou também no 1.º Encontro Nacional de Ecologistas, realizado em Troia, em março de 1985.
A crescente necessidade de uma estrutura de âmbito nacional levou à reconfiguração do movimento ambientalista em Portugal. Alguns membros do Centro Ecológico integraram a Quercus, enquanto o GEPFA foi extinto, tendo os seus elementos fundado núcleos locais em Lisboa e Portalegre. Nessa fase, o então denominado “Grupo Quercus” contava também com núcleos em cidades como Aveiro, Viseu, Barcelos e Vila Real.
A formalização da associação ocorreu com a assinatura da escritura de constituição no sexto cartório notarial do Porto, a 31 de outubro de 1985. Posteriormente, no 3.º Encontro Nacional, realizado a 1 de novembro de 1987, no Porto, a organização adotou o nome atual, Quercus – Associação Nacional de Conservação da Natureza, refletindo a sua consolidação e o alargamento do seu âmbito de intervenção a nível nacional.

## Prémios e distinções
A Quercus foi distinguida com vários prémios e reconhecimentos ao longo da sua atividade:
| Ano  | Prémio                                                                                                  | Entidade Atribuinte   |
| ---- | --- | --------------------- |
| 2012 | Prémio Ones Mediterrania da Mare Terra Fundación Mediterrània, categoria “Reconhecimento Internacional” | PREMIS ONES           |
| 2012 | Menção honrosa no âmbito do Prémio BES Biodiversidade                                                   | BES Biodiversidade    |
| 2012 | Prémio Energy Globe Awards Portugal                                                                     | Fundação Energy Globe |

## Centros de recuperação de animais selvagens
A Quercus gere três centros de recuperação que integram a rede nacional de centros sob tutela do Instituto da Conservação da Natureza: o Centro de Estudos e Recuperação de Animais Selvagens de Castelo Branco (CERAS), o Centro de Recuperação de Animais Selvagens de Montejunto (CRASM) e o Centro de Recuperação de Animais Selvagens de Santo André (CRASSA).
Em 2023, o Centro de Estudos e Recuperação de Animais Selvagens de Castelo Branco registou quatrocentas e oitenta entradas (480) entradas de animais fragilizados. No mesmo ano, o Centro de Recuperação de Animais Selvagens de Montejunto registou quatrocentas e noventa e duas (492) entradas, enquanto o Centro de Recuperação de Animais Selvagens de Santo André registou trezentas e setenta e sete (377) entradas. 

## Ações com empresas
De modo a compensar a respetiva pegada de carbono, algumas empresas associam-se à Quercus para a dinamização de atividades de equipa em zonas pertencentes à sua delegação como a Mata da Machada no Barreiro, a Serra de Sintra em Cascais, ou o Pinhal de Leiria em Leiria. Nestas ações os voluntários das empresas plantam árvores e arbustos de espécies autóctones e removem espécies invasoras. Entre algumas das empresas de renome que colaboram com a Quercus destacam-se os CTT Correios de Portugal, C&A, KUBOO Self-Storage, Palmolive, Caixa Geral de Depósitos, e Generali Tranquilidade.

## Mais informação
- «Website Oficial». www.quercus.pt
- «Historial da Associação». www.quercus.pt. Consultado em 30 de março de 2011. Arquivado do original em 12 de janeiro de 2011 no sítio oficial da Quercus